# 화성시립도서관
화성시립도서관은 다음을 의미한다.
- 남양도서관
- 동탄복합문화센터도서관
- 동탄중앙이음터도서관
- 두빛나래어린이도서관
- 둥지나래어린이도서관
- 병점도서관
- 봉담도서관
- 삼괴도서관
- 송산도서관
- 정남도서관
- 진안도서관
- 태안도서관

## 같이 보기
- 제목에 "화성시립도서관" 항목을 포함한 모든 문서

| Disambiguation icon | 이 문서는 명칭이 같고 같은 종류에 속하는 여러 대상을 연결하는 색인 문서입니다. |